# Los extraños (película de 2023)
Los extraños (título original en inglés: The Strays) es una película británica de terror y suspenso de 2023 escrita y dirigida por Nathaniel Martello-White, en su debut como director. En la película, Neve (Ashley Madekwe) es una mujer birracial de clase alta que lleva una vida idílica con su familia. Como socialité en su comunidad y subdirectora de una escuela privada, la vida privilegiada de Neve se ve amenazada cuando su pasado problemático resurge para socavar todo lo que ha construido.

## Reparto
- Ashley Madekwe como Neve / Cheryl
- Bukky Bakray como Abigail
- Jorden Myrie como Marvin
- Samuel Small como Sebastian
- Maria Almeida como Mary
- Justin Salinger como Ian
- Lucy Liemann como Amanda
- Tom Andrews como Barry
- Rob Jarvis como Robert
- Michael Warburton como Kenneth
- Alastair Ellery como Keith
- Vanessa Bailey como Elle
- Joanna Brookes como Betty

## Producción
La película fue producida por Valentina Brazzini, Tristan Goligher y Rob Watson. Emilie Levienaise-Farrouch compuso la banda sonora.
La fotografía principal tuvo lugar entre septiembre y noviembre de 2021, en los condados deLondres, Suffolk y Berkshire.

## Estreno
The Strays se estrenó en Netflix el 22 de febrero de 2023.